# 恒丰里
恒丰里是中華人民共和國上海市虹口區山陰路的一個弄堂，始建於1905年。弄堂內的建築多以三層樓的石库门為主。中共上海区委就位於恒丰里，在上海工人武装起义時此處為军事指挥部联络点。1946年，郭沫若創辦的群益书店搬遷至恒丰里。同年郭沫若与于立群也短暫在恒丰里居住。此外中共中央党校和中共江苏省委机关也先後設立於此。2020年8月，恒丰里開啟修繕工作。